# Héctor Beltrán Leyva
Héctor Beltrán Leyva (15 februari 1965, Badiraguato Mexico - 18 november 2018) was een Mexicaans drugsbaas en broer van Arturo Beltrán-Leyva. Hij overleed op 18 november 2018 ten gevolge van hartfalen.